# Ol'ga Nikolaevna Figner
Ol'ga Nikolaevna Figner, in russo Ольга Николаевна Фигнер? (Nikiforovo, 5 novembre 1862 – Lugan', 25 settembre 1919), è stata una rivoluzionaria russa.
Socialista, fu una delle sorelle della nota rivoluzionaria Vera Figner.

## Biografia
Fu l'ultima figlia dei nobili Nikolaj Figner (1817-1870) ed Ekaterina Kuprijanova (1832-1903). Prima di lei, erano nati Vera (1852-1942), Lidija (1853-1920), Pëtr (1855-1916), Nikolaj (1857-1918) e Evgenija (1858-1931).
A San Pietroburgo Ol'ga partecipò nel 1887 alla fondazione del gruppo politico illegale Socialisti federalisti e alla redazione del loro giornale «Samoupravlenie» (Autogoverno). Del gruppo faceva parte anche il medico Sergej Nikolaevič Florovskij (1861-1904), laureato a Pietroburgo, che Ol'ga sposò e con lui si trasferì a Orenburg. Qui Florovskij fu arrestato il 9 ottobre 1891 e deportato a Tobol'sk, in Siberia. Ol'ga lo seguì nell'esilio e collaborò con lui nel suo lavoro di medico nel villaggio di Plotnikovo e poi a Omsk. Alla sua liberazione, vissero a Jaroslavl'.
Qui morì il marito nel 1904 e Ol'ga si trasferì dalle sorelle Vera e Lidija a Pietroburgo. Nel maggio del 1918 Ol'ga, Vera, Lidija e la figlia di quest'ultima, il medico Vera Stachevič, si stabilirono a Lugan', nella provincia di Orël, dove Ol'ga morì il 25 settembre 1919.